# Mocha Dick
Mocha Dick fu un esemplare di capodoglio maschio vissuto nell'Oceano Pacifico all'inizio del XIX secolo, noto a chi navigava nelle acque vicino all'Isola Mocha, al largo del Cile meridionale. A differenza della maggior parte dei suoi simili, Mocha Dick era bianco, e fu una delle ispirazioni per il romanzo del 1851 Moby Dick di Herman Melville.

## Generalità

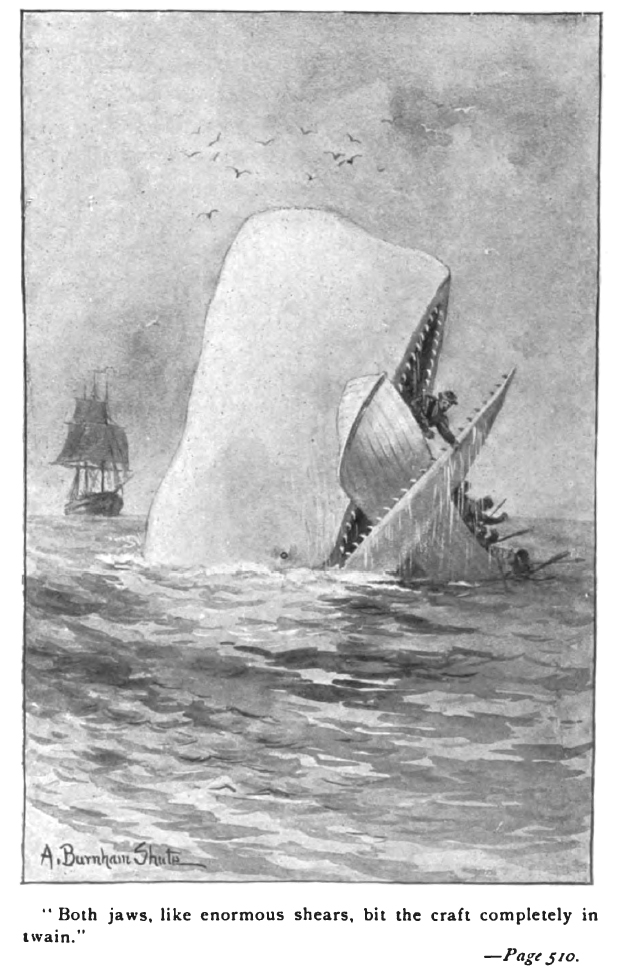
Un'illustrazione da Moby Dick

Mocha Dick sopravvisse a molti scontri (secondo alcuni resoconti almeno 100) con le baleniere prima di venire ucciso. Era grande e possente (il suo corpo era lungo circa 21 metri) e riusciva a mandare in pezzi le imbarcazioni più piccole con i suoi colpi di coda. L'esploratore Jeremiah N. Reynolds raccolse osservazioni dirette di Mocha Dick e pubblicò il suo resoconto, Mocha Dick: Or The White Whale of the Pacific: A Leaf from a Manuscript Journal ("Mocha Dick: o la balena bianca del Pacifico: un foglio da un giornale manoscritto"), nel numero di gennaio 1839 di The Knickerbocker, descrivendo la balena come "un vecchio maschio bianco, di taglia e forza prodigiose... bianco come la lana". Secondo Reynolds, la testa della balena era coperta di cirripedi, che gli davano un aspetto duro. La balena aveva anche un modo peculiare di soffiare:
(J. N. Reynolds, Mocha Dick: Or The White Whale of the Pacific: A Leaf from a Manuscript Journal)
È molto probabile che Mocha Dick sia stato avvistato e attaccato per la prima volta in un periodo precedente all'anno 1810 al largo dell'Isola Mocha. La sua sopravvivenza ai primi avvistamenti, abbinata al suo aspetto insolito, lo rese rapidamente famoso tra le baleniere di Nantucket. Molti balenieri tentarono di dargli la caccia dopo aver doppiato Capo Horn. Se non veniva infastidito manifestava spesso un atteggiamento docile, a volte nuotando anche al fianco della nave, ma non appena lo si attaccava reagiva con ferocia e astuzia, motivo per cui era assai temuto dai ramponieri. Quando era particolarmente innervosito si tuffava in profondità e poi saltava fuori in maniera così aggressiva che a volte tutto il suo corpo emergeva completamente.
Secondo il resoconto di Reynolds, Mocha Dick fu ucciso nel 1838, dopo che era apparentemente accorso in aiuto di una femmina sconvolta in quanto il suo piccolo era stato ucciso dalle baleniere. Da lui vennero ricavati 100 barili d'olio ed una certa quantità di ambra grigia. Aveva anche parecchi arpioni piantati nel corpo.
Mocha Dick non fu l'unico caso di avvistamento di una balena albina. Una baleniera svedese sostenne di aver catturato una balena bianca molto vecchia al largo della costa del Brasile nel 1859. Whipple riferisce che fino al 1954 c'era un uomo che viveva a Nantucket che asseriva di aver arpionato una balena bianca nel 1902. Nel 1952 Time Magazine diede la notizia dell'arpionamento di una balena bianca al largo della costa del Perù. A partire dal 1991 ci sono avvistamenti riferiti di una megattera bianca vicino all'Australia, soprannominata Migaloo.
Nel 2015 nelle acque della Sardegna è stato avvistato un capodoglio bianco, subito ribattezzato "Moby Dick" dagli organi di stampa.